# Wszystko, co chcielibyście wiedzieć o seksie, ale baliście się zapytać
Wszystko co chcielibyście wiedzieć o seksie, ale baliście się zapytać (Everything You Always Wanted to Know About Sex* (*But Were Afraid to Ask)) – amerykańska komedia z 1972, piąty film w reżyserskim dorobku Woody’ego Allena, inspirowany poradnikiem seksuologicznym pod tym samym tytułem, napisanym przez Davida Reubena.
Zdjęcia do filmu kręcono przez ok. 14 tygodni w Kalifornii (głównie w Los Angeles).

## Opis fabuły
Film składa się z siedmiu niezależnych segmentów, odwołujących się do poszczególnych rozdziałów książki:
1.Czy afrodyzjaki działają?
Allen wciela się w postać błazna na średniowiecznym dworze, który za wszelką cenę pragnie doprowadzić do intymnego zbliżenia z królową, na przeszkodzie staje mu jednak założony jej przez męża pas cnoty.
2.Co to jest sodomia?
Historia lekarza, do którego ormiański pasterz zwraca się z prośbą o uleczenie owcy, z którą współżyje. Wkrótce doktor sam zakochuje się w zwierzęciu.
3. Dlaczego niektóre kobiety mają kłopoty z osiągnięciem orgazmu?
Utrzymana w klimacie kina włoskiego opowieść o świeżo poślubionej parze, w której żona jest w stanie osiągać orgazm jedynie podczas uprawiania seksu publicznie.
4. Czy transwestyci są homoseksualistami?
Stateczny pan w średnim wieku, poważna głowa rodziny, zostaje nakryty na przebieraniu się w kobiece stroje.
5. Co to są zboczeńcy seksualni?
Parodia teleturniejów telewizyjnych pt. „Jaka jest moja perwersja?”. W pierwszej części czwórka panelistów próbuje odgadnąć perwersję zaproszonego do studia gościa. W drugiej starszy, uprzejmy pan o skłonnościach masochistycznych jest wiązany i pejczowany przed kamerami.
6. Czy ustalenia lekarzy i klinik prowadzących badania i eksperymenty seksuologiczne są prawdziwe?
Młody naukowiec i dziennikarka odwiedzają znanego seksuologa, który prowadzi w swym laboratorium liczne eksperymenty. Szybko przekonują się, że jego badania są dość makabryczne i ledwo udaje im się ujść przed zostaniem kolejnymi ich ofiarami. Jednak w efekcie ostatniego eksperymentu zostaje uwolniona wielka pierś kobieca, która sieje spustoszenie w okolicy.
7. Co dzieje się podczas ejakulacji?
Wieczór z kobietą – począwszy od wspólnej kolacji, aż po stosunek płciowy – ukazany przez pryzmat wydarzeń wewnątrz ciała mężczyzny. To właśnie z tego segmentu pochodzi słynny kadr Allena w kostiumie plemnika.

## Obsada
(w nawiasach podano numery segmentów, w których występuje dana rola)
- Woody Allen jako błazen (1), Fabrizio (3), Victor (6) i Plemnik nr 1 (7)
- Lynn Redgrave jako królowa (1)
- Gene Wilder jako Dr Ross (2)
- Louise Lasser jako Gina (3)
- Lou Jacobi jako on sam (4)
- Jack Barry jako on sam (5)
- John Carradine jako Dr Bernardo (6)
- Ref Sanchez jako Igor (6)
- Heather McRae jako Helen (6)
- Tony Randall jako dowódca w mózgu (7)
- Burt Reynolds jako kontroler w mózgu (7)